# Distichona kansensis
Distichona kansensis är en tvåvingeart som först beskrevs av Townsend 1892.  Distichona kansensis ingår i släktet Distichona och familjen parasitflugor. Inga underarter finns listade i Catalogue of Life.